# Rohtas
Utvrda Rohtas  (urdu: قلعہ روہتاس, Kila Rohtas) je utvrda koju je izgradio indijski vladar Šer Šah Suri (poznat i kao Šir Kan vladao od 1540. – 45.), na 300 metara visokoj litici klanca rijeke Kahal Pamal Khas, oko 16 km sjeverozapadno od Dželama. a koja se smatra za prvu uspješnu mješavinu indijske, afganistanske i perzijske arhitekture na Indijskom potkontinentu. Zbog toga je upisana na UNESCO-ov popis mjesta svjetske baštine u Aziji i Oceaniji 1997. godine.

## Povijest
Izgradnja utvrde je otpočela 1541. godine na starteškom mjestu starog puta koji je vodio od sjevernog Afganistana do Pandžabske doline, te je kontrolirala važni put Pešavar-Lahore. Šer Šah Suri je želio njome spriječiti povratak zbačenog mogulskog vladara Hamajuna na vlast, ali i pojačati kontrolu nad lokalnim plemenom Gahar, koji su bili Hamajunovi saveznici. Za vrijeme izgradnje utvrde, Gaharci su bojkotirali njezinu izgradnju što ju je strašno poskupilo. Čak su podigli i utvrdu Sultanpur nasuprot nje, koja još uvijek stoji u obližnjem selu.
Šer Šah Suri je nazvao ovu utvrdu po slavnoj utvrdi Rohtasgarh pored Baharkunde u Biharu, a koju je osvojio 1539. godine. No, Šer Šah Suri nije doživio njezino dovršenje, a Hamajun se uspio vratiti na vlast za nepunih deset godina kasnije. Mogulski vladari nikada nisu voljeli ovu utvrdu, jer ih je podsjećala na vrijeme dinastije Suri kada su bili zbačeni s vlasti u sjevernoj Indiji. Zabilježeno je samo da je car Akbar tu pronećio jednu noć, a Džahangir dvije i to samo kad se nenadano morao vratiti u Kabul. No, Paštunci, koji su bili neprijatelji Gaharcima, su je koristili češće i iz nje su održavali snažnu vezu sa svojom afganistanskom prijestolnicom, Kabulom.

## Odlike
Utvrda Rohtas je imala garnizon za oko 30.000 vojnika, a iako ima masivne zidine duge oko 4 km (visoke od 10 do 18, i debele od 10 do 13 metara) s 68 bastiona, opkop oko zidina, 12 portala, pokretna vrata, tri cisterne (baoli), i čak više od 91 mlijuna stuba, ona nikada nije bila opsjednuta.
Izgrađena je od kamena i opeke i ima nepravilan oblik koji je pratio konfiguraciju stijene. Njezin kut na zapadnoj strani je citadela u citadeli i zbog sjajne dažmije Šahi i ukrašene cisterne, smatra se kako je bila namijenjena upravitelju utvrde i njegovoj obitelji. Na najvišem mjestu citadele se ne nalazi palača, već građevina poput paviljona, poznata kao Haveli Man Singh.
- Sohail portal
- Šiši portal
- Džamija Šahi
- Haveli Man Singh
- Glavni baoli (cisterna)

## Vanjske poveznice
- (engl.) Službene stranice utvrde  Arhivirana inačica izvorne stranice od 20. lipnja 2011. (Wayback Machine)